# Griesbach-au-Val

Griesbach-au-Val este o comună în departamentul Haut-Rhin din estul Franței. În 2009 avea o populație de 751 de locuitori.

## Evoluția populației
| An        | 1975 | 1982 | 1990 | 1999 | 2006 | 2009 |
| --------- | ---- | ---- | ---- | ---- | ---- | ---- |
| Populație | 483  | 519  | 587  | 736  | 754  | 751  |